# Teater Refleksion
Teater Refleksion er et dansk børneteater beliggende i centrum af Aarhus, Frederiksgade 72b, 1.sal.
Teatrets særkende er brugen af animationer og dukker på scenen. Teater Refleksion er to gange nomineret til Årets Reumert for Bedste Børneteaterforestilling. I 2017 modtog teatret en Reumert for produktionen Gerdas Rejse.
Teatret blev etableret i 1990 af sceneinstruktør og dukkefører Bjarne Sandborg, der stadig er teaterleder på Teater Refleksion. 